# Physematium manchuriense
Physematium manchuriense là một loài dương xỉ trong họ Woodsiaceae. Loài này được Nakai mô tả khoa học đầu tiên năm 1925.
Danh pháp khoa học của loài này chưa được làm sáng tỏ. 